# Хто твій татко? (Доктор Хаус)
«Хто твій татко?» (англ. Who's Your Daddy?)  — двадцять третя серія другого сезону американського телесеріалу «Доктор Хаус». Прем'єра епізоду проходила на каналі FOX 16 травня 2006. Доктор Хаус і його команда мають врятувати дівчину, яка примусила повірити друга Хауса в те, що вона його дочка.

## Сюжет
Леона, жертва урагану Катріна, починає бачити галюцинації в літаку, де вона летіла з щойно знайденим батьком Діланом Крендаллом. В лікарні з'ясували, що у Леони був кардіогенний шок, але без інфаркту. Хаус вважає, що у неї аритмія. Щоб підтвердити це він хоче провести спеціальну процедуру, яка має викликати напад (якщо це справді аритмія). Також Хаус хоче провести тест на батьківство, бо думає, що дівчинка просто придурюється, щоб витягти з татка гроші. Ділан проти тесту, тому що не вірить, що Леона його обманює. Під час процедури у пацієнтки трапляється серцевий напад, але після нього Чейз, Форман і Кемерон знаходять пошкодження серцевого м'яза і заморожують його. Леону хочуть виписувати, але у неї трапляється ще одна галюцинація. Хаус вважає, що галюцинації — це наслідок болю. Тест підтверджує це, а значить у дівчини автоімунне захворювання і вже на останніх рівнях. Леоні потрібна пересадка кісткового мозку. Ділан вимагає у Хауса перевірити його, як донора. Піл час опромінення (знищення старого кісткового мозку) у дівчини з рота почала витікати дивна рідина. Після аналізи з'ясувалось, що це кал і перетравлена кров. 
Цей симптом виключає автоімунне захворювання, так як воно не може спровокувати відмову печінки і закупорення всього організму. Хаус повідомляє Ділану, що пересадка кісткового мозку не потрібна. Також він просить підписати згоду на біопсію, але попереджає, що у випадку Леони ця біопсія може стати смертельною. Ділан вирішує підписати згоду. Хаус, слухаючи плівку гри на піаніно, яку виконує дідусь Леони, помічає, що у нього поганий слух. Хаус додає проблему з печінкою й слухом і скасовує біопсію. Він продивився дитячі фото Леони і побачив, що вона була набагато світлішою. Потемніння її шкіри говорить про відкладання заліза і меланіна, що вказує на гемахроматоз. Після лікування дефероксаміном пацієнтка має повністю вилікуватись. 
Але під час лікування Леона почала задихатись. Легені дівчини знаходяться в жахливому стані. Хаус припускає, що система видалення відходів дала збій і залізо пішло в легені, а не вийшло в сечі. Форман вважає, що грибок міг спричинити руйнування легенів залізом і киснем. Проте який саме грибок встановити важко. Найпоширеніший вид — аспергил, тому Леону починають лікувати саме від нього. Але у пацієнтки починається колапс легенів, тобто лікування не допомогло. Тоді Хаус питає дівчину де вона була насправді перед тим, як познайомилась з Діланом (вона говорила йому, що була в притулку, але Хаус не вірив в це). Вона сказала, що була в студіях звукозапису. В цих студіях є звукоізоляція, а після урагану там стало доволі волого. Вогкість приваблює зигомікоз, отже лікування почате і Леона видужує. 
В кінці серії Хаус бреше дівчині і каже, що Ділан її батько, хоча він зробив тест на батьківство і результат був негативний.